# Hornera rhipis
Hornera rhipis är en mossdjursart som beskrevs av Busk 1859. Hornera rhipis ingår i släktet Hornera och familjen Horneridae. Inga underarter finns listade i Catalogue of Life.